# Euselasia euboea
Euselasia euboea is een vlindersoort uit de familie van de prachtvlinders (Riodinidae), onderfamilie Euselasiinae.
Euselasia euboea werd in 1853 beschreven door Hewitson.